# Jānān Lū
Jānān Lū (persiska: جانانلو, جانان لو, Jānānlū) är en ort i Iran.   Den ligger i provinsen Östazarbaijan, i den nordvästra delen av landet, 500 km nordväst om huvudstaden Teheran. Jānān Lū ligger 337 meter över havet och antalet invånare är 604.
Terrängen runt Jānān Lū är kuperad åt sydost, men åt nordväst är den platt.Runt Jānān Lū är det ganska glesbefolkat, med 27 invånare per kvadratkilometer. Närmaste större samhälle är Khomārlū, 13,8 km öster om Jānān Lū. Trakten runt Jānān Lū består i huvudsak av gräsmarker.